# Aeroporto Internazionale di Cap-Haïtien
L'aeroporto Internazionale di Cap-Haïtien (Aéroport international de Cap-Haïtien in francese, Ayewopò Entènasyonal Kap Ayisyen in creolo haitiano) è il secondo scalo aeroportuale di Haiti e serve la città di Cap-Haïtien.

## Storia
Fu costruito negli anni cinquanta, durante la presidenza di Paul Eugène Magloire. Una volta ultimato funzionò unicamente come base militare, salvo poi essere aperto anche ai voli civili nei decenni successivi.